# Хребет Саблетт
Хребет Саблетт - це гірський хребет в Айдахо (~94%) і Юті (~6%) у Сполучених Штатах, охоплює округи Кассія, Онейда та Павер, штат Айдахо, і досягаює округу Бокс-Елдер, штат Юта.  Фосфорієва формація досягає найбільшої потужності під горами. 

## Опис

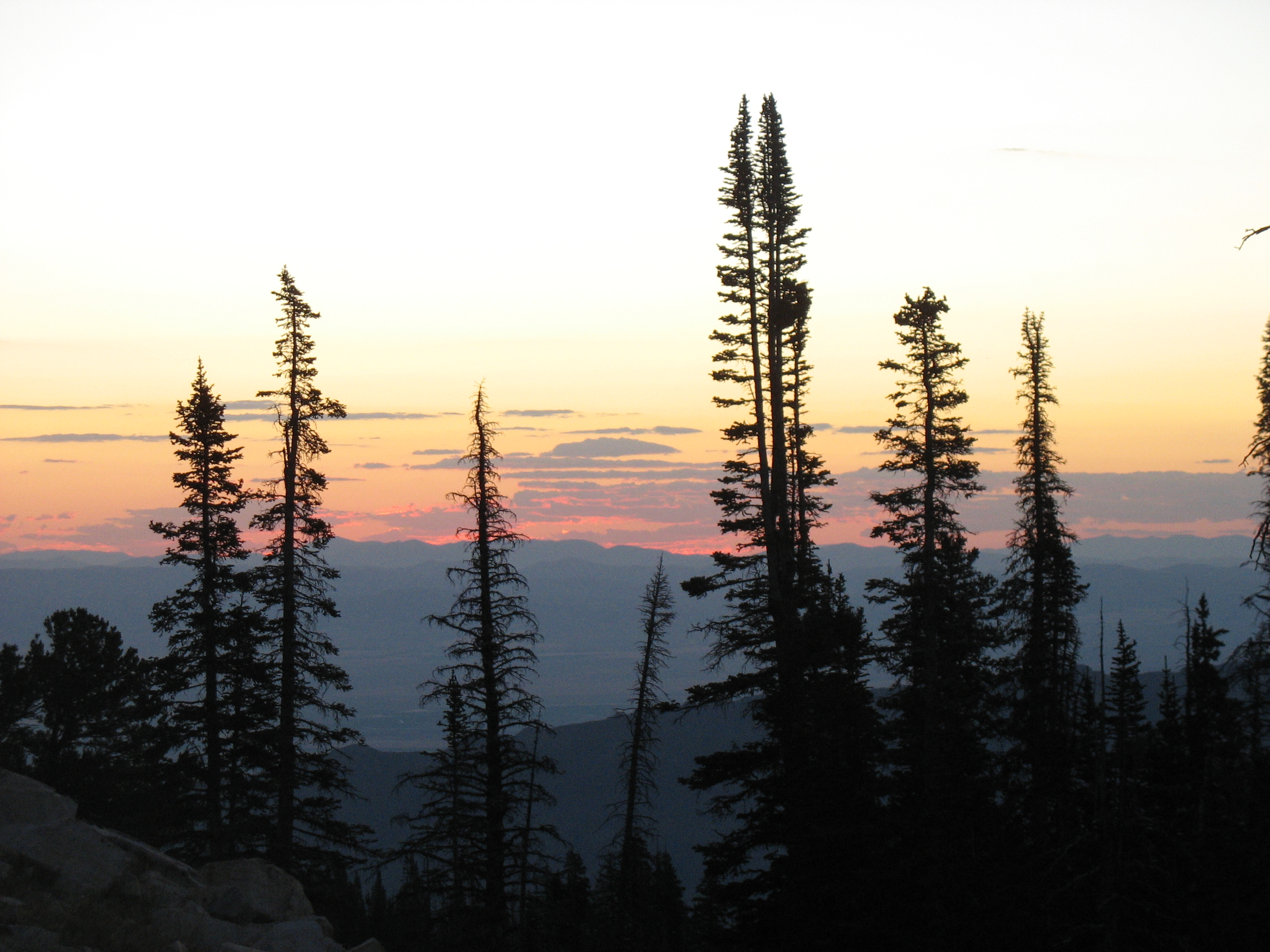
Схід сонця на горах Альбіон з хребтом Саблетт удалині, серпень 2010 р.

Найвища точка хребта відома як Хай-Пойнт-Саблетт-Рідж висотою 2284 м та хребет є частиною Басейну та Провінцією хребта.  Північна частина гір є частиною підрозділу Саблетт округу рейнджерів Мінідока Національного лісу Сотут . Ареал був названий на честь мисливця за хутром Вільяма Саблетта, який жив тут у 1830-х роках. 
Гори Рафт-Рівер і Блек-Пайн розташовані на південний захід від хребта, а гори Альбіон - на захід. Північна частина гір знаходиться у вододілі річки Снейк, яка є притокою річки Колумбія, тоді як південна частина протікає до Великого Солоного озера. Місто Сноувілл, штат Юта, розташоване на південь від гір, Малта, штат Айдахо, - на захід, а Амерікан-Фоллс, штат Айдахо, - на північ. Міждержавна автомагістраль 84 проходить на південь і захід від гір. Більшість гір вкриті полиновими степами та луками, але на північних схилах можуть бути осередки  дугласії.
- Список гірських хребтів Айдахо
- Список гірських хребтів штату Юта